# Watertenrek
De watertenrek (Microgale mergulus)  is een zoogdier uit de familie van de tenreks (Tenrecidae). De wetenschappelijke naam van de soort werd voor het eerst geldig gepubliceerd door Charles Immanuel Forsyth Major in 1896.
Tot 2016 werd de soort in een eigen geslacht Limnogale geplaatst, maar werd verplaatst naar het geslacht Microgale omdat de soort het nauwst verwant bleek aan de soort Microgale parvula.

## Kenmerken
Dit dier heeft een brede kop met ronde snuit, lange snorharen, kleine ogen en hoog aangezette oren. Tussen de tenen bevinden zich zwemvliezen. De poten zijn uitgerust met scherpe klauwen, die houvast geven op glibberige rotsen. De korte, roodbruine vacht is waterafstotend. De lengte bedraagt 12 tot 17 cm, de staartlengte bedraagt 12 tot 16 cm en het gewicht ligt tussen 40 en 60 gram.

## Leefwijze
Zijn voedsel bestaat uit insecten, kreeftachtigen en andere kleine dieren, die worden gezocht tussen stenen en waterplanten. Zwemmen doet hij vooral met slagen van de lange, zijdelings afgeplatte, dunbehaarde staart.

## Voorkomen
De soort komt voor in het oosten van Madagaskar.